# Rize (province)
Pour les articles homonymes, voir Rize (homonymie).
La province de Rize (en turc : Rize ; en laze : რიზინი « Rizini » ; en géorgien : რიზე « Rizé ») est une des 81 provinces (en turc : il, au singulier, et iller au pluriel) de la Turquie.
Sa préfecture (en turc : valiliği) se trouve dans la ville éponyme de Rize.

## Géographie
La superficie de la province de Rize est de 3 920 km2. Située entre la chaîne pontique et la mer Noire, elle est la plus arrosée du pays. Avec ses étés frais et ses hivers doux, c'est la principale zone de production du thé en Turquie. On y produit aussi des kiwis.

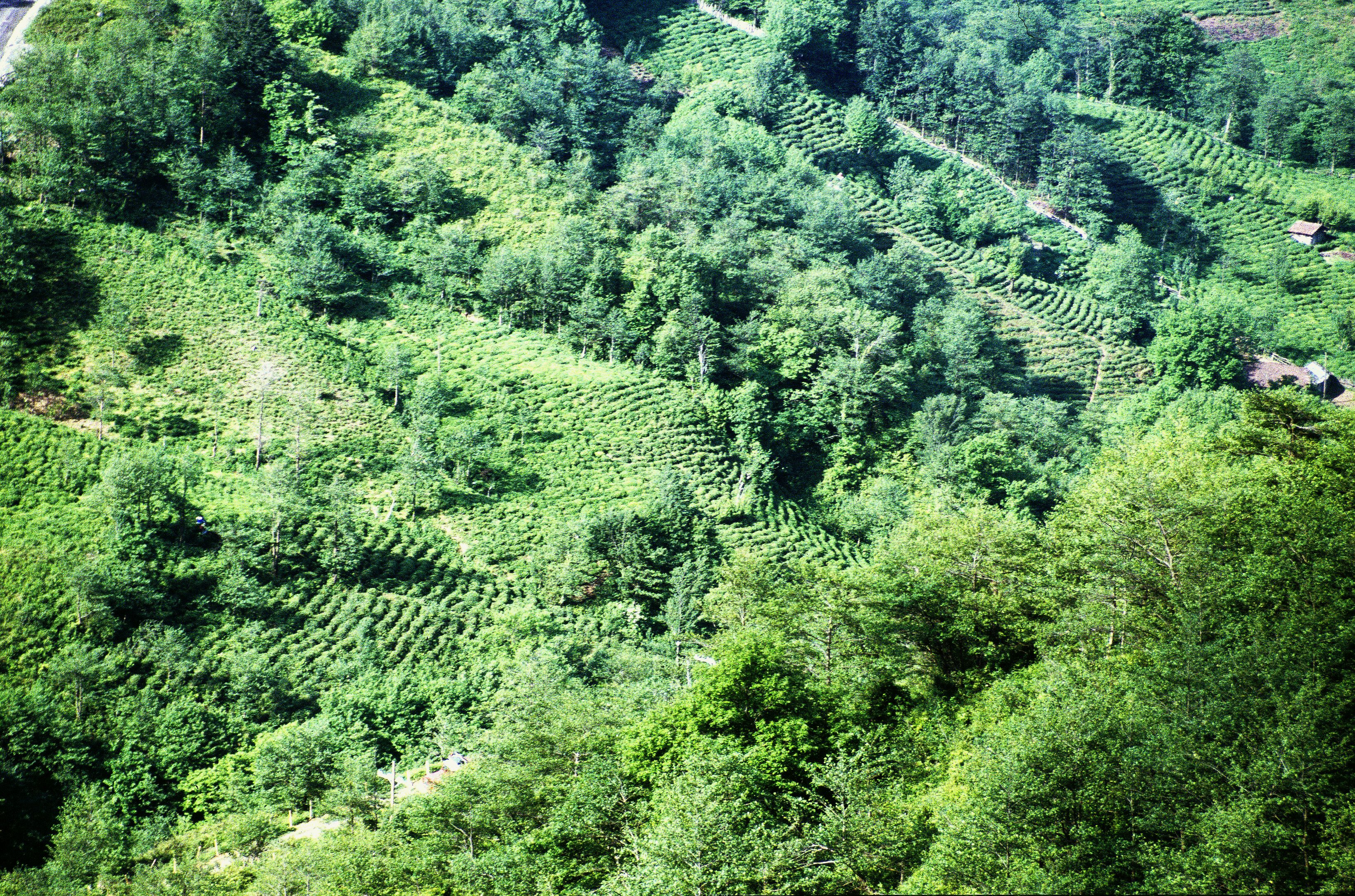
Plantations de théiers sur les collines de la province.

## Population
Au recensement de 2000, la province était peuplée d'environ 366 000 habitants, soit une densité de population d'environ 93 hab./km2.
| 2000    | 2001    | 2002    | 2003    | 2004    | 2005    | 2006    | 2007    | 2008    |
| ------- | ------- | ------- | ------- | ------- | ------- | ------- | ------- | ------- |
| 307 133 | 308 800 | 310 052 | 311 181 | 312 417 | 313 722 | 315 049 | 316 252 | 319 410 |

| 2009    | 2010    | 2011    | 2012    | 2013    | 2014    | 2015    | 2016    | 2017    |
| ------- | ------- | ------- | ------- | ------- | ------- | ------- | ------- | ------- |
| 319 569 | 319 637 | 323 012 | 324 152 | 328 205 | 329 779 | 328 979 | 331 048 | 331 041 |

| 2018    | 2019    | 2020    | 2021    | 2022    | 2023    | - | - | - |
| ------- | ------- | ------- | ------- | ------- | ------- | - | - | - |
| 348 608 | 343 212 | 344 359 | 345 662 | 344 016 | 350 506 | - | - | - |

## Administration
La province de Rize est administrée par un préfet (en turc : vali).
Fief électoral et familial de Recep Tayyip Erdogan, celui-ci y a lancé plusieurs projets d'infrastructure (aéroport, routes), entrainant d’importants dégâts pour l’environnement. Ses détracteurs l'accusent de multiplier les projets inutiles et coûteux pour enrichir des entreprises proches du pouvoir.

## Subdivisions
La province est divisée en douze arrondissements (en turc : ilçe, au singulier).